# 宣和 (陳昇)
宣和（せんわ）はベトナムの後黎朝時代に陳㫒が使用した私年号。1516年 - 1521年。

## 西暦・干支・他元号との対照表
| 宣和 | 元年             | 2年     | 3年     | 4年     | 5年     | 6年     |
| 西暦 | 1516年           | 1517年  | 1518年  | 1519年  | 1520年  | 1521年  |
| 干支 | 丙子             | 丁丑    | 戊寅    | 己卯    | 庚辰    | 辛巳    |
| 黎朝 | 洪順8年 光紹元年 | 光紹2年 | 光紹3年 | 光紹4年 | 光紹5年 | 光紹6年 |